# Ellisella candida
Ellisella candida is een zachte koraalsoort uit de familie Ellisellidae. De koraalsoort komt uit het geslacht Ellisella. Ellisella candida werd in 1882 voor het eerst wetenschappelijk beschreven door Ridley. 